# Liste des œuvres d'art de la Haute-Corse
Cet article vise à recenser les œuvres d'art dans l'espace public de la Haute-Corse, en France.

## Liste
Les œuvres sont classées par ordre alphabétique de communes et, au sein de celles-ci, par ordre chronologique d'installation, dans la mesure des informations disponibles.

### Sculptures
| Œuvre                                              | Auteur            | Commune            | Localisation                            | Notes                                        | Installation | Coordonnées                      | Illustration                                       |
| -------------------------------------------------- | ----------------- | ------------------ | --------------------------------------- | -------------------------------------------- | ------------ | -------------------------------- | -------------------------------------------------- |
| Sambucucciu d'Alandu                               | Noël Bonardi      | Alando             | À déterminer                            | Représente Sambucucciu d'Alandu.             | 1994         | 42° 18′ 25″ nord, 9° 17′ 28″ est | Sambucucciu d'Alandu                               |
| Christ Roi                                         | Noël Bonardi      | Albertacce         | Col de Vergio                           |                                              | À déterminer | 42° 17′ 26″ nord, 8° 52′ 42″ est | Christ Roi                                         |
| Le Minéral                                         | Georges Nadal     | Bastia             | Lycée Giocante-de-Casabianca            |                                              | 1981         | 42° 42′ 14″ nord, 9° 26′ 41″ est | Image manquante                                    |
| Statue de Napoléon Ier                             | Lorenzo Bartolini | Bastia             | Sur la place Saint-Nicolas              |                                              | 1900         | 42° 41′ 59″ nord, 9° 27′ 04″ est | Napoléon Ier en empereur romain                    |
| Buste de Tommaso Prelà                             | À déterminer      | Bastia             | À déterminer                            |                                              | 2017         | à géolocaliser                   | Image manquante                                    |
| Buste du Maréchal Philippe Leclerc de Hauteclocque | À déterminer      | Bastia             | À déterminer                            | Représente Philippe Leclerc de Hauteclocque. | À déterminer | à géolocaliser                   | Buste du Maréchal Philippe Leclerc de Hauteclocque |
| Buste de César Vezzani                             | À déterminer      | Bastia             | Théâtre municipal                       | Représente César Vezzani.                    | À déterminer | 42° 41′ 51″ nord, 9° 26′ 54″ est | Buste de César Vezzani                             |
| Statue équestre de Vincentello d'Istria            | Cesare Rabiti     | Biguglia           | Rond-point de Ceppe                     | Représente Vincentello d'Istria.             | 2009         | 42° 37′ 44″ nord, 9° 26′ 15″ est | Statue équestre de Vincentello d'Istria            |
| Buste de Charles Marchal                           | À déterminer      | Calvi              | Sur la place Charles-Marchal            |                                              | À déterminer | 42° 34′ 02″ nord, 8° 45′ 27″ est | Buste de Charles Marchal                           |
| Statue du duc de Padoue                            | Auguste Bartholdi | Corte              | Sur la place du duc de Padoue           | Représente Jean-Thomas Arrighi de Casanova.  | 1866         | 42° 18′ 30″ nord, 9° 09′ 02″ est | Statue du duc de Padoue                            |
| Statue de Jean-Pierre Gaffory                      | Émile Aldebert    | Corte              | Sur la place Gaffory                    | Représente Jean-Pierre Gaffory.              | À déterminer | 42° 18′ 18″ nord, 9° 08′ 59″ est | Statue de Jean-Pierre Gaffory                      |
| Pascal Paoli                                       | Victor Huguenin   | Corte              | Sur la place Paoli                      | Représente Pascal Paoli.                     | 1852         | 42° 18′ 19″ nord, 9° 09′ 04″ est | Image manquante                                    |
| Buste du général Pascal Paoli                      | À déterminer      | L'Île-Rousse       | Sur la place Pasquale Paoli             | Représente Pascal Paoli.                     | 1851         | 42° 38′ 04″ nord, 8° 56′ 17″ est | Buste du général Pascal Paoli                      |
| Vitrail (Sans titre)                               | Éric Dalbis       | Lucciana           | Cathédrale Sainte-Marie-de-l'Assomption |                                              | À déterminer | à géolocaliser                   | Image manquante                                    |
| Statue de Pascal Paoli                             | À déterminer      | Morosaglia         | À déterminer                            | Représente Pascal Paoli.                     | À déterminer | 42° 26′ 02″ nord, 9° 17′ 48″ est | Statue de Pascal Paoli                             |
| Sans titre                                         | Jose Pini         | Santa-Maria-Poggio | Port de plaisance de Campoloro          |                                              | 1986         | 42° 20′ 43″ nord, 9° 29′ 47″ est | Image manquante                                    |

### Monuments aux morts
| Œuvre                                        | Auteur                                                       | Commune              | Localisation                | Notes | Installation | Coordonnées                      | Illustration                                                                            |
| -------------------------------------------- | ------------------------------------------------------------ | -------------------- | --------------------------- | ----- | ------------ | -------------------------------- | --------------------------------------------------------------------------------------- |
| Monument aux morts                           | À déterminer                                                 | Albertacce           | À déterminer                |       | À déterminer | à géolocaliser                   | Monument aux morts                                                                      |
| Monument aux morts                           | À déterminer                                                 | Barrettali           | À déterminer                |       | À déterminer | à géolocaliser                   | Monument aux morts                                                                      |
| Monument aux morts                           | Louis Patriarche (statue) et Jean-Mathieu Pekle (bas-relief) | Bastia               | Sur la place Saint-Nicolas  |       | 1925         | à géolocaliser                   | Monument aux morts« Monument aux morts de 1914-1918 à Bastia », sur À nos grands hommes |
| Au mépris du danger (d) (monument aux morts) | Copie d'après Eugène Bénet                                   | Belgodère            | À déterminer                |       | À déterminer | à géolocaliser                   | Au mépris du danger (d) (monument aux morts)                                            |
| Monument aux morts                           | À déterminer                                                 | Bisinchi             | À déterminer                |       | À déterminer | à géolocaliser                   | Monument aux morts                                                                      |
| Monument aux morts                           | À déterminer                                                 | Calvi                | À déterminer                |       | À déterminer | 42° 34′ 04″ nord, 8° 45′ 31″ est | Monument aux morts de Calvi                                                             |
| Monument aux morts                           | À déterminer                                                 | L'Île-Rousse         | À déterminer                |       | À déterminer | 42° 38′ 14″ nord, 8° 56′ 18″ est | Monument aux morts de L'Île-Rousse                                                      |
| Monument aux morts                           | À déterminer                                                 | Ville-di-Pietrabugno | Devant l'église Santa Lucia |       | À déterminer | à géolocaliser                   | Monument aux morts                                                                      |

### Fontaines
| Œuvre                        | Auteur                  | Commune | Localisation       | Notes | Installation | Coordonnées                      | Illustration |
| ---------------------------- | ----------------------- | ------- | ------------------ | ----- | ------------ | -------------------------------- | --- |
| Fontaine Gavini              | À déterminer            | Campile | À déterminer       |       | À déterminer | 42° 29′ 33″ nord, 9° 21′ 13″ est | Fontaine Gavini |
| Fontaine à deux coupes       | À déterminer            | Corte   | Rampe Sainte-Croix |       | À déterminer | à géolocaliser                   | Fontaine à deux coupes« Fontaine à deux coupes à Corte », sur À nos grands hommes                                               |
| Fontaine de Diane à la biche | Copie d'après Léocharès | Vivario | À déterminer       |       | 1878         | à géolocaliser                   | Fontaine de Diane à la biche« Diane chasseresse ou Diane à la biche ou Diane de Versailles à Vivario », sur À nos grands hommes |